# Романюк Віктор Миколайович
Віктор Миколайович Романюк (28 серпня 1975, село Зірне, Березнівський район, Рівненська область) — народний депутат України VIII-го скликання, український громадський та політичний діяч. Член МДО «Депутатський контроль».

## Освіта
освіта вища. В 1999 році закінчив Інститут міжнародних відносин Київського національного університету імені Тараса Шевченка, факультет міжнародного права. У 2002 році закінчив Київський національний економічний університет, факультет банківської справи. У тому ж 2002 році продовжив навчання у Франції, Париж, де отримав ступінь МВА за програмою Copernic у Парижі.

## Трудова діяльність
- 1999 р.: Україна, АКБ «Укрсоцбанк», експерт по кредитній роботі відділу валютного кредитування;
- 2000 р.: Україна, АКБ «Укрсоцбанк», юрисконсульт відділу договірно–правової роботи;
- 2001 р.: Україна, АКБ «Укрсоцбанк», головний юрисконсульт кредитно–інвестиційного центру;
- 2002 р.: Україна, Київське міське відділення «Промінвестбанку», начальник юридичного відділу;
- 2003 р.: Франція, компанія Renault, фінансовий департамент, спеціаліст  сектору фінансового аналізу ринків Африки, Середньої Азії та Центральної Америки;
- 2004—2005 рр.: Україна, ЗАТ "ПЕК «Ітера Україна», начальник відділу по роботі з проблемною заборгованістю;
- 2005—2011 рр.: Україна, ЗАТ «Індар», заступник  голови правління з юридичних та економічних питань;
- 2012—2013 рр.: ТОВ «Мако», директор;
- 2013—2014 рр.: Італія, Віце-президент асоціації українців Італії;
- травень 2014 року — жовтень 2014 року: самозайнята особа — адвокат;

26 жовтня 2014 року був обраний народним депутатом України по одномандатному виборчому округу № 94 від політичної партії «Народний фронт».
Голова підкомітету з питань діяльності небанківських фінансових установ та захисту прав споживачів фінансових послуг Комітету Верховної Ради з питань фінансової політики і банківської діяльності.

## Громадська діяльність
Голова Обухівського районного осередку громадської організації «Фронт Змін», голова правління громадської організації "Союз трудових колективів підприємств України «Трудові колективи проти рейдерів», віце-президент громадської організації «Українці Італії».

## Особисте життя
Захоплення: спорт, туризм, подорожі.
Знання мов: вільно українська, російська, англійська та французька.
Сімейний стан: одружений. Дружина — Романюк Ганна Юріївна.